# تی‌اس‌اس هایبرنیا (۱۸۹۹)
تی‌اس‌اس هایبرنیا (۱۸۹۹) (به انگلیسی: TSS Hibernia (1899)) یک کشتی بود که طول آن ۳۲۹ فوت (۱۰۰ متر) بود. این کشتی در سال ۱۸۹۹ ساخته شد.